# Cantonul Herserange
Cantonul Herserange este un canton din arondismentul Briey, departamentul Meurthe-et-Moselle, regiunea Lorena, Franța.

## Comune
| Comune             | Populație (1999) | Cod poștal | Cod INSEE |
| ------------------ | ---------------- | ---------- | --------- |
| Haucourt-Moulaine  | 2 987            | 54860      | 54254     |
| Herserange         | 4 327            | 54440      | 54261     |
| Hussigny-Godbrange | 3 076            | 54590      | 54270     |
| Longlaville        | 2 377            | 54810      | 54321     |
| Mexy               | 1 997            | 54135      | 54367     |
| Saulnes            | 2 454            | 54650      | 54493     |